# Riehen
Riehen (auf Baseldeutsch «Rieche» [ˈʀiəχə]) ist neben der Stadt Basel und Bettingen eine von drei Einwohnergemeinden innerhalb des Schweizer Kantons Basel-Stadt. Gemessen an der Bevölkerungszahl ist Riehen nach Basel die zweitgrösste Gemeinde der Nordwestschweiz.
Die Gemeinde wird gemeinhin zu den wohlhabenderen Vororten Basels gezählt. Sie beherbergt unter anderem die international berühmte Fondation Beyeler, die als meistbesuchtes Kunstmuseum der Schweiz gilt.

## Geographie
Riehen liegt am unteren Ende des Wiesentals auf Schweizer Seite und gehört zur Agglomeration der Stadt Basel.
Die direkt an Riehen angrenzenden Gemeinden sind:
|                   | Lörrach (D)         |               |
| Weil am Rhein (D) |                     | Inzlingen (D) |
|                   |                     |               |
| Basel             | Birsfelden          | Bettingen     |
|                   | Grenzach-Wyhlen (D) |               |

Im Norden bildet die Eiserne Hand einen Teil der Grenze zu den deutschen Nachbargemeinden Lörrach und Inzlingen.

## Geologie
Ein Grossteil des Gemeindegebietes befindet sich auf den Schottermassen, die Wiese und Rhein seit der letzten Kaltzeit im Talraum ausgebreitet haben. Etwa im Bereich der Bettingerstrasse verzahnen sich die Gerölle, Kiese und Sande der beiden Flüsse. Da beide Flüsse, sich nacheiszeitlich eintiefend, einen Teil der Schotter wieder abgeräumt (und umgelagert) haben, kann man bei der Talebene die höhere Niederterrasse, das Aufschüttungsniveau der Würm-Kaltzeit, und die (tiefere) nacheiszeitliche Talaue unterscheiden. Ein zwischen 5 und 10 m hoher Rain, ein ehemaliges Flussufer, vermittelt zwischen diesen Niveaus. Baselstrasse und Äussere Baselstrasse folgen in wenigen Metern Abstand diesem Rain bis zur Niederholzstrasse, wo dieser nach Süden in Richtung Hörnli-Friedhof abbiegt. Auch innerhalb der Niederterrasse gibt es unterschiedliche Niveaus, die bereits als Erosionsterrassen in der Würmkaltzeit entstanden sind. So grenzt eine auf dem Hörnli-Friedhof einsetzende Geländestufe, welcher dann die Rainallee folgt und die sich im Niederholz nach Osten wendet, ein tieferes Feld vom höheren Kornfeldquartier ab. Die Aue war bis zur Wiesekorrektion Überschwemmungsgebiet. Im Luftbild (Google Earth) zeichnen sich noch jetzt alte Wiesenarme in der Vegetation ab (deutlich zwischen den Teichen nördlich der Grendelgasse).
Vom Hörnli-Friedhof bis zur Bischofshöhe begleitet ein lückenhaftes Band von stellenweise zu Nagelfluh verkitteten, partiell stark zersetzten Rhein- und Wieseschottern der vorletzten Kaltzeit (Riss-Kaltzeit) den Hangfuss des Dinkelberges. Deren Obergrenze liegt etwas über 300 m, die seither erfolgte Eintiefung bis zur Aue beträgt um die 40 m.
Das Gemeindegebiet erstreckt sich auch auf den südwestlichen Dinkelberg, eine Muschelkalktafel, die auf der Chrischonahöhe mit 522 m ihre zweithöchste Erhebung erreicht. Eine Löss(-lehm)decke und Gehängeschutt verhindern weithin den Einblick in die geologischen Verhältnisse am Westhang des Dinkelbergs, der hier mit einer bei der Rheingrabenbildung entstandenen Flexur seine Westbegrenzung erreicht. Die Schichten biegen – wie am Steinbruch des Grenzacher Hörnli zu sehen ist – westwärts in die Tiefe des Grabens ab. Dabei verstärken flexurparallele Verwerfungen das Abtauchen. Eine Bohrung nahe dem Berowergut hat den Muschelkalk bereits in über 1000 m Tiefe angetroffen. In kleineren Aufschlüssen waren weitere abtauchende Schichten zu beobachten, unter anderem Doggerkalke an der Rudolf Wackernagel-Strasse, die auf dem Dinkelberg längst der Abtragung anheimgefallen sind, aber auch, ebenfalls grabenwärts einfallend, Schichten der tertiären Grabenfüllung (Melettaschichten = Blaue Letten). Der Bettinger Bach hat sich in den Muschelkalk und die Schichten der Flexurzone eingeschnitten und beim Erreichen des Talraums der Wiese einen grossen, deutlich über die Bahnlinie ausgedehnten Schwemmfächer auf der Niederterrasse ausgebreitet. Kleinere Schwemmkegel liegen auch vor dem Waltersgraben, dem Moostal, Inzlingertal und dem Hungerbachtälchen.
Das Gebiet zwischen Bettingen und St. Chrischona liegt noch ausserhalb dieser Flexur. Hier lagern Hauptmuschelkalk, Trigonodusdolomit und zuoberst kleinflächig Keuper noch mehr oder weniger horizontal. Die vorwiegend roten Keupertone erscheinen auch als eingesackte Füllung eines schmalen tektonischen Grabens, der von Bettingen in SSW-Richtung zum Grenzacher Dinkelberghang zieht («Bettinger Graben»). Ein Teil des Dorfes liegt in diesem Graben, der sich als Einmuldung nördlich und südlich des Ortes ein Stück weit in der Landschaft abbildet. Ein weiterer, sehr schmaler dieser für den Dinkelberg charakteristischen Keupergräben verläuft ebenfalls SSW unmittelbar westlich der Chrischona-Gebäude vorbei («Grenzacher Graben»).
Mit dem Schlipf greift die Gemarkung noch auf den Hangfuss des Tüllingerbergs über. Dessen Tertiär-Schichten (Süsswasserkalke und ‑mergel) sind über 200 Millionen Jahre jünger als der Muschelkalk des Dinkelbergs. Sie sind die oberste Füllung einer im Zusammenhang mit der erwähnten Flexur entstandenen Mulde (Infraflexurmulde). Der Riehener Anteil erstreckt sich allerdings nur auf eine grosse Rutschmasse (Name: Schlipf!) des Tüllinger Hangs.

## Geschichte

Barrikade an der Grenze zwischen Deutschland und der Schweiz beim Hauptzollamt Riehen, Division 4, 1914–1918

Schon vor 50'000 Jahren haben sich Neandertaler in diesem Gebiet aufgehalten. Eine dauerhafte und durchgehende Besiedlung vermutet man seit etwa 3000 vor Christus. Etwa im 6. Jahrhundert n. Chr. gründeten die Alemannen ein Dorf. Die erste urkundliche Erwähnung «Wahinhofen» im Jahr 751 bezieht sich auf den heutigen Wenkenhof. Die erste Erwähnung des Namens Riehen stammt von 1113.

Historisches Luftbild von Werner Friedli von 1951

Im Jahr 1270 gehörte Riehen zum Fürstbistum Basel. Von 1444 bis 1446 wurde Riehen infolge der Schlacht bei St. Jakob an der Birs geplündert und gebrandschatzt, ebenso von 1490 bis 1493 während der Kappeler Fehde. Im Jahr 1522 gelangte Riehen in den Besitz der Stadt Basel und führte 1528 die Reformation ein. Während des Dreissigjährigen Krieges erhielt Riehen eine militärische Besatzung. Das Dorf wurde auch von vielen Flüchtlingen aufgesucht.
Im Jahr 1833 erfolgte die Basler Kantonstrennung. Riehen blieb beim Kanton Basel-Stadt, gemeinsam mit Kleinhüningen (seit 1908 Stadtteil Basels) und der angrenzenden, wesentlich kleineren Gemeinde Bettingen.
Während des Zweiten Weltkriegs kam es zu einer (vorübergehenden) Abwanderungswelle ins Landesinnere der Schweiz. Die Gedenkstätte Riehen im Bahnwärterhaus erinnert an Flüchtlingsschicksale.
Nachdem der Kanton Basel-Stadt 1957 die drei Bürgergemeinden zur Einführung des Frauenstimmrechts ermächtigt hatte, führte die Bürgergemeinde Riehen am 26. Juni 1958 als erste in der Schweiz das Frauenstimmrecht ein. Im selben Jahr wurde Gertrud Späth-Schweizer in den Bürgerrat und damit als erste Schweizerin in eine politische Körperschaft gewählt.
Seit 1994 wird ein Geothermie-Reservoir in rund 1'500 Meter Tiefe genutzt, womit über 8'000 Einwohner mit Wärme versorgt werden.
Insgesamt hat die Gemeinde Riehen drei Vorstösse (jeweils in den Jahren 1885, 1898 sowie 1910) für eine Gemeindefusion mit der Stadt Basel eingereicht, die dann schliesslich aber nicht realisiert wurden.
Das Jahrbuch z’Rieche, das seit 1961 erscheint, enthält einerseits viele Artikel über historische Ereignisse, Personen und Orte und andrerseits eine Chronik zum jeweils vergangenen Jahr.

## Wappen
Das Riehener Wappen ist ein schwebender, dreifacher silberner Stufengiebel auf blauem Grund. Es geht zurück auf das Wappen der in Freiburg im Breisgau bezeugten Familie von Riehen und erscheint 1536 erstmals in einem Güterverzeichnis der Dorfkirche als Gemeindewappen. Die heute gültige Form erhielt es im Jahr 1948.

## Bevölkerung
| Jahr | Einwohner |
| ---- | --------- |
| 1670 | 727       |
| 1774 | 1'088     |
| 1815 | 1'066     |
| 1850 | 1'575     |

| Jahr | Einwohner |
| ---- | --------- |
| 1900 | 2'576     |
| 1920 | 4'227     |
| 1941 | 7'415     |
| 1950 | 12'402    |

| Jahr | Einwohner |
| ---- | --------- |
| 1960 | 18'077    |
| 1970 | 21'026    |
| 1980 | 20'611    |
| 1990 | 19'914    |

| Jahr | Einwohner |
| ---- | --------- |
| 2000 | 20'370    |
| 2010 | 20'613    |
| 2020 | 21'423    |
| 2023 | 22'408    |

## Politik

### Einwohnerrat (Legislative)
Der Einwohnerrat bildet die oberste Gemeindebehörde und besteht aus 40 Mitgliedern. Er wird nach dem Proporzsystem für eine Amtsdauer von vier Jahren gewählt. Scheidet ein Mitglied aus dem Rat aus, rückt der- oder diejenige mit den meisten Stimmen aller Nichtgewählten derselben Liste nach. Die Einwohnerratssitzungen finden einmal monatlich statt und sind öffentlich.
- SP: 10
- Grüne: 2
- EVP: 5
- GLP: 2
- Mitte: 3
- FDP: 5
- LDP: 6
- SVP: 7

Die Sitzverteilung im Einwohnerrat:
| Partei | 2010 | 2014 | 2018 | 2022 |
| ------ | ---- | ---- | ---- | ---- |
| SP     | 7    | 8    | 8    | 10   |
| SVP    | 8    | 9    | 8    | 7    |
| LDP    | 5    | 5    | 6    | 6    |
| EVP    | 6    | 6    | 6    | 5    |
| FDP    | 6    | 6    | 5    | 5    |
| Mitte  | 3    | 3    | 3    | 3    |
| GLP    | 2    | 1    | 2    | 2    |
| Grüne  | 3    | 2    | 2    | 2    |

CVP und glp (Fraktion CVP/glp) sowie EVP und Grüne (Fraktion EVP) bilden im Einwohnerrat je eine gemeinsame Fraktion.

### Gemeinderat (Exekutive)

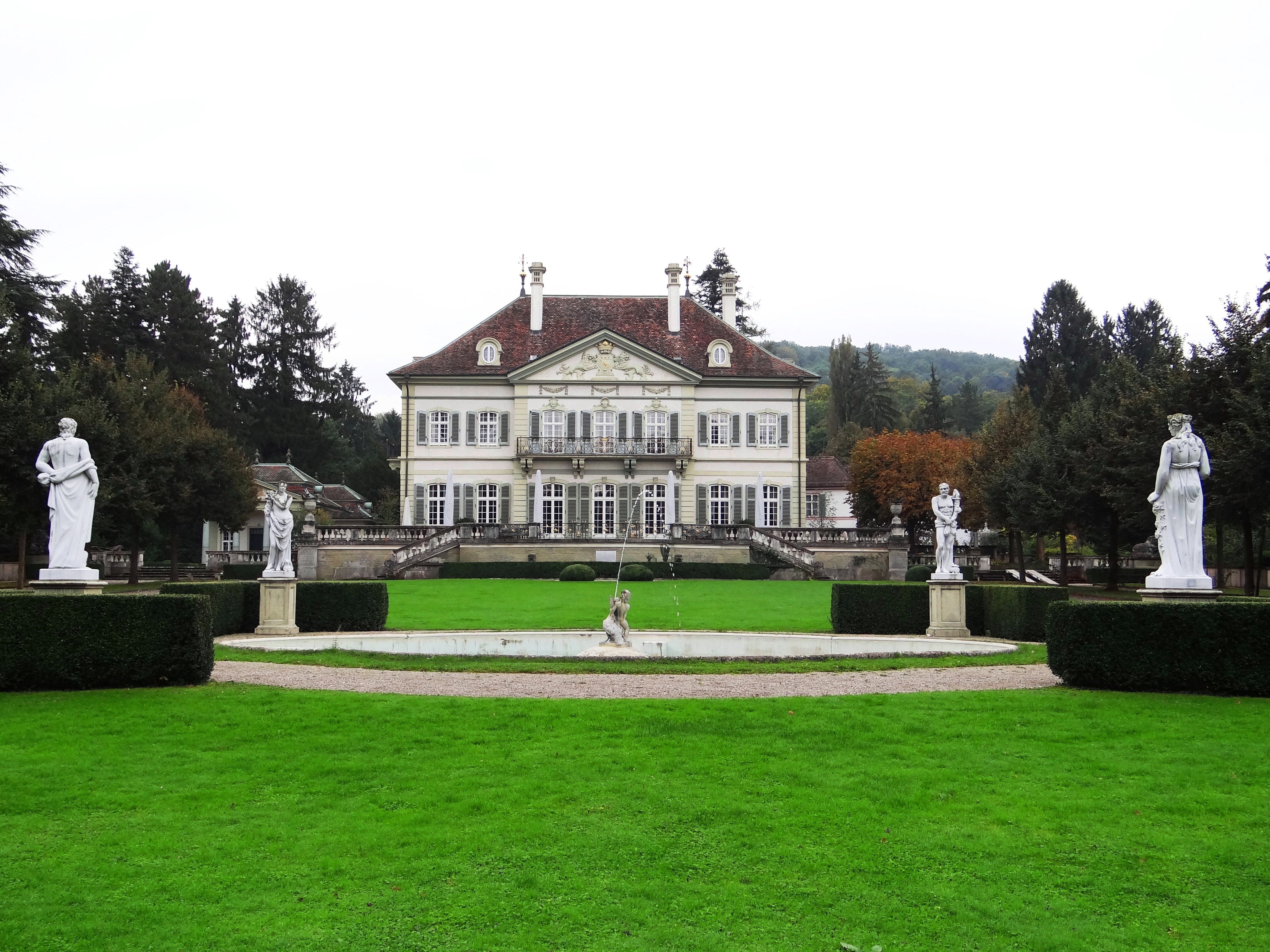
«Neuer» Wenkenhof und französischer Barockgarten (Gestaltung durch André Le Nôtre)

Der siebenköpfige Gemeinderat (inklusive Gemeindepräsident) wird alle vier Jahre nach dem Majorzsystem gewählt. Können im ersten Wahlgang, wo das absolute Mehr gilt, nicht alle Sitze vergeben werden, kommt es zu einem zweiten Wahlgang, der nach dem relativen Mehr abgehalten wird. Scheidet ein Mitglied aus dem Gemeinderat aus, findet eine Ersatzwahl an der Urne statt (so geschehen beim unerwarteten Tod des Gemeindepräsidenten Michael Raith im Sommer 2005).
Der Gemeinderat bereitet die Beschlüsse des Einwohnerrates vor und vollzieht diese auch nach entsprechendem Beschluss. Im Übrigen besorgt er alle Geschäfte, die nicht einer andern Gemeindebehörde vorbehalten sind. Die Sitzungen des Gemeinderates finden einmal wöchentlich statt und sind nicht öffentlich.
Mitglieder des Gemeinderates in der Legislaturperiode 2022–2026:

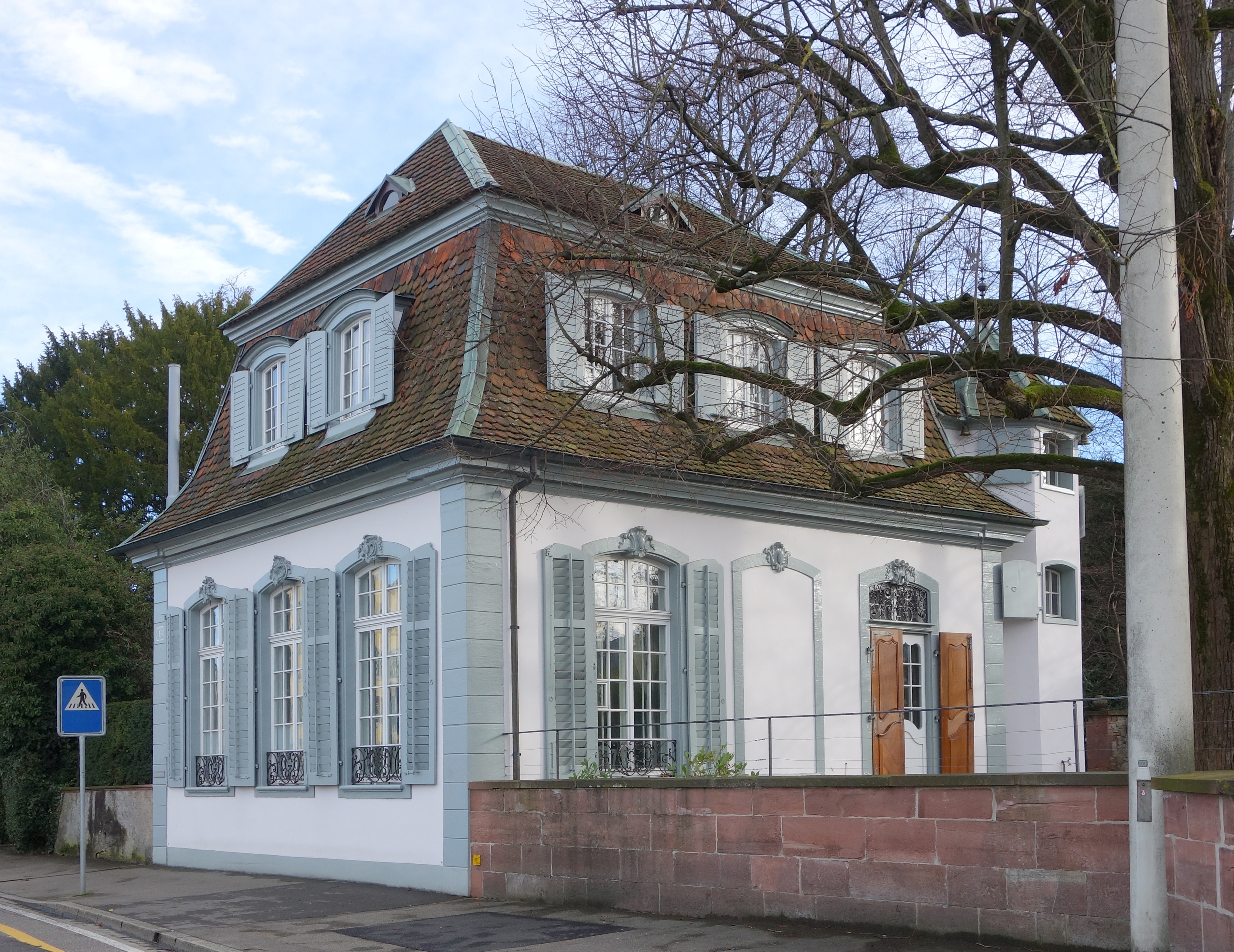
Cagliostro-Pavillon des Glöcklihofs

- Christine Kaufmann (EVP), Gemeindepräsidentin, Publikums- und Behördendienste sowie Ressourcen
- Silvia Schweizer (FDP), Vizepräsidentin, Bildung und Familie
- Guido Vogel (SP), Gesundheit und Soziales
- Patrick Huber (Die Mitte), Finanzen und Steuern
- Daniel Hettich (LDP), Mobilität und Versorgung
- Stefan Suter (SVP), Kultur, Freizeit und Sport sowie Umwelt
- Felix Wehrli (SVP), Siedlungsentwicklung und Grünanlagen

### Nationale Wahlen
Bei den Nationalratswahlen 2023 betrugen die Wähleranteile in Riehen: SP 22,6 %, SVP 19,7 %, LDP 13,7 %, glp 10,0 %, FDP 10,0 %, Grüne 8,4 %, Die Mitte 8,1 %, EVP 4,8 %, EDU 0,9 %.

### Partnerschaft
Partnergemeinden Riehens sind bzw. waren Mutten im Kanton Graubünden (1959–2017), Miercurea Ciuc in Rumänien (seit 1989) und Val Terbi JU (seit 2018).

## Verkehr

### Tram und Bus
Riehen gehört mit der Stadt Basel zur Zone 10 des Tarifverbunds Nordwestschweiz. Riehen verfügt über ein dichtes Busnetz, das von grossen Gelenkbussen und kleinen Quartierbussen befahren wird. Mit der Tramlinie 6 und der Buslinie 34 der Basler Verkehrs-Betriebe ist Riehen mit der Innenstadt Basels verbunden. Montag bis Freitag wird Riehen zusätzlich von der Tramlinie 2 bedient (16:00–19:00). Ab 20:00 Uhr können ab Riehen Dorf Ruftaxis, welche die kleinen Buslinien ersetzen, gerufen werden. Sie können auch für die Fahrt von Zuhause zur Tramstation Riehen Dorf bestellt werden. Zwischen 1948 und 2008 wurde die Gemeinde ausserdem durch die Linie 31 des ehemaligen Trolleybus Basel bedient.

### Bahn
Riehen liegt an der Wiesentalbahn, der Linie S6 der S-Bahn Basel. In den Jahren 2004 bis 2008 wurde die Wiesentalbahn – zuständig ist die Deutsche Bahn – stark ausgebaut. In Riehen selbst wurde der Bahnhof erneuert und es entstand die neue Haltestelle Niederholz im Süden des Siedlungsgebietes. Die Linie wird von der SBB GmbH mit Zügen des Typs Stadler Flirt befahren, sie wurde im Dezember 2006 bis zum Bahnhof Basel SBB verlängert. Die Züge fahren an Werktagen im 30-Minuten-Takt und am Wochenende alle 60 Minuten. Die Verbindung endet auf deutscher Seite am Bahnhof Zell (Wiesental).
Wegen des Kabotageverbots waren die Züge nicht für Fahrten zwischen der auf Schweizer Gebiet liegenden Station Riehen und Basel zugelassen.

### Individualverkehr
Der Dorfkern ist seit langem vom durchfliessenden Pendler- und Schwerverkehr stark belastet. Die Baselstrasse, welche täglich sehr stark frequentiert wird, ist 2015 bis 2020 komplett saniert und teilweise umgestaltet worden, mit dem Ziel, den Durchgangsverkehr auf der Achse Lörrach – Basel und Weil am Rhein zu verringern. Jener Durchgangsverkehr soll bevorzugt über die im Jahr 2013 fertiggestellte Zollfreistrasse fliessen.
Durch Riehen führt der 54 Kilometer lange Wiesental Radweg, der von Todtnau kommend quer durch den Landkreis Lörrach bis nach Basel führt.

### Zollfreistrasse
Die deutschen Städte Lörrach und Weil am Rhein, die beide an Riehen grenzen, strebten seit mehr als hundert Jahren eine direkte und zollfreie Strassenverbindung an, die aber nur über Schweizer Gebiet realisierbar war. Sie verläuft 700 Meter über die Gemarkung von Riehen, benötigte eine Brücke über den Fluss Wiese und tangiert ein Schwimmbad. Trotz erheblicher Proteste wurde die Strasse gebaut und am 4. Oktober 2013 dem Verkehr übergeben.

## Schule und Bildung
Die Schule ist im Kanton Basel-Stadt in drei Stufen unterteilt.

### Primarstufe
Auf einen zweijährigen Kindergarten folgt die sechsjährige Primarschule, die zusammen die neue Primarstufe bilden, die insgesamt acht Schuljahre umfasst. Es gibt in Riehen insgesamt fünf Primarschulhäuser: das Wasserstelzenschulhaus, das Niederholzschulhaus, das Schulhaus Erlensträsschen, das Schulhaus Burgstrasse und das Schulhaus «Hinter Gärten».

### Sekundarstufe 1
Anschliessend an die Primarstufe folgt eine dreijährige Sekundarschule I mit drei Leistungszügen: allgemeine Anforderungen (A); erweiterte Anforderungen (E); hohe Anforderungen (P). Dann wechseln die Jugendlichen entweder ins Gymnasium oder schlagen den berufsbildenden Weg ein. Riehen hat keine eigene Sekundarschule, die Jugendlichen gehen auf dieser Stufe in Basel zur Schule.

### Gymnasium
Riehen hat kein Gymnasium auf dem eigenen Gemeindegebiet, allerdings befindet sich das Gymnasium Bäumlihof auf Basler Grund unmittelbar an der Grenze zur Gemeinde Riehen, der Sportplatz gar auf Riehener Boden. Das Gymnasium dauert vier Jahre und ist in Schwerpunktklassen eingeteilt. Am Gymnasium Bäumlihof werden folgende Schwerpunkte angeboten: Physik und Anwendungen der Mathematik, Latein, Spanisch, Italienisch, Musik, Bildnerisches Gestalten, sowie Biologie und Chemie. Zudem ist dort auch der Übertritt ins Gymnasium via Übergangsklasse von der Sekundarschule möglich.

## Museen

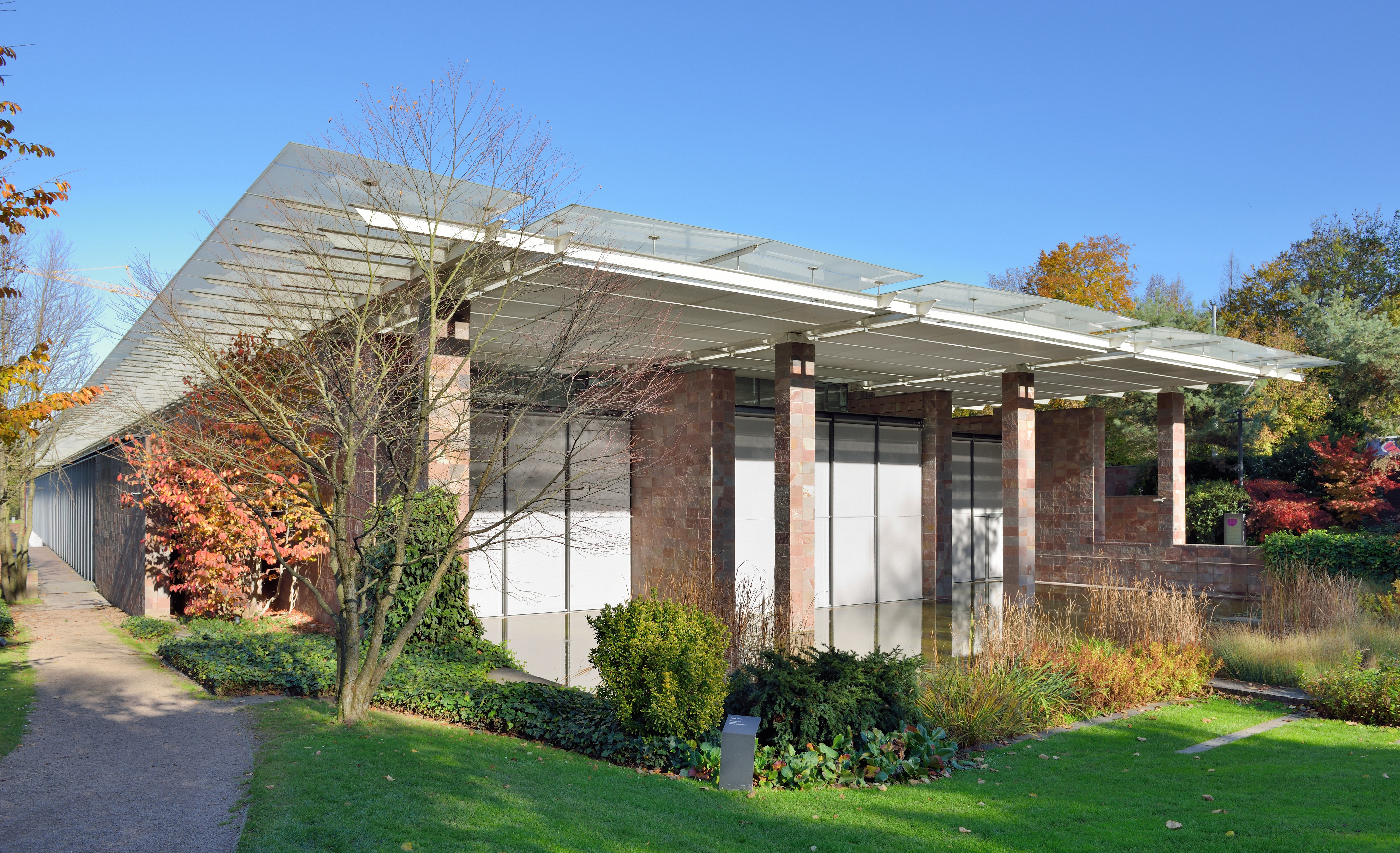
Fondation Beyeler nach Entwurf Renzo Pianos

### Fondation Beyeler
Das Basler Galeristenehepaar Hildy und Ernst Beyeler gründeten die Fondation Beyeler und machten ihre Kunstsammlung 1997 in Riehen dauerhaft der Öffentlichkeit in einem vom Architekten Renzo Piano konzipierten Museum zugänglich. Neben den Kunstwerken aus dem Besitz der Beyelers – vorwiegend Bilder der klassischen Moderne und ozeanische Kunst – gibt es auch regelmässig grosse Ausstellungen. So haben zum Beispiel Christo und Jeanne-Claude 1998 fast 200 Bäume vor dem Gebäude auf die für sie typische Art und Weise verpackt.

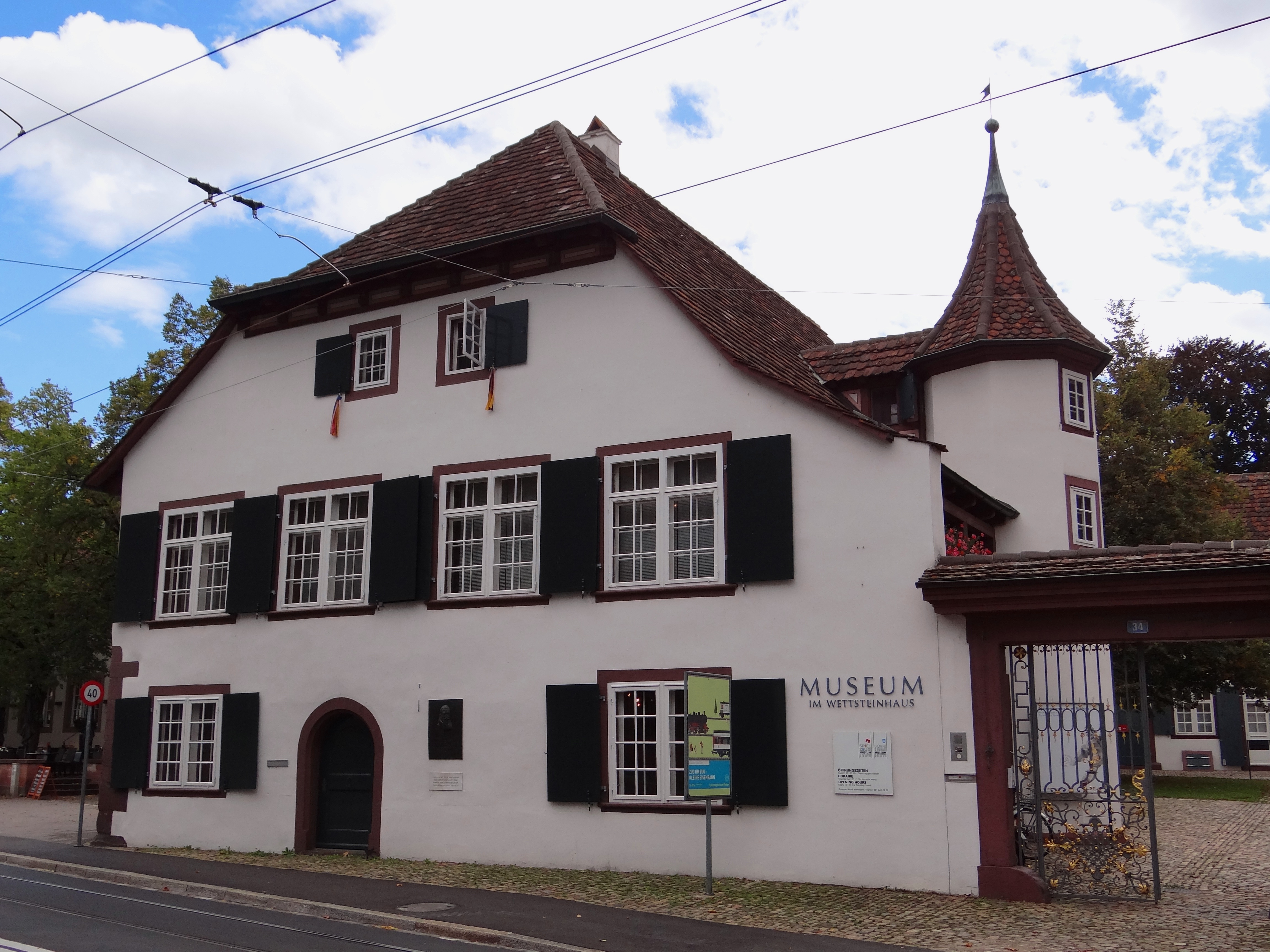
Wettsteinhaus und Spielzeugmuseum

### Museum für Kultur und Spiel
Im aus dem 17. Jahrhundert stammenden Alten Wettsteinhaus befindet sich das Museum Kultur & Spiel Riehen (MUKS, nach Umbau ab/seit 12. Juni 2021; ehemals Spielzeugmuseum, Dorf- und Rebbaumuseum). Es beherbergt eine umfangreiche Sammlung von europäischem Spielzeug aller Art, vor allem aber Holzspielzeug, Puppenhäuser und -küchen, Blechspielzeug, Blei- und Zinnfiguren, Papiertheater und Eisenbahnen. Drei Dauerausstellungen: Spiel, Dorf und Wettstein – Basler Bürgermeister, der hier wohnte – sowie der historische Hof und Garten laden zum Mitmachen ein.

### Kunst Raum Riehen
Der Kunst Raum Riehen im ehemaligen Landsitz Berowergut ist das kommunale Ausstellungsgebäude der Gemeinde Riehen und ihrer Kunstkommission. Die im Kunst Raum Riehen seit 1998 stattfindenden Präsentationen sind dem zeitgenössischen Kunstschaffen der Region gewidmet.

## Kirchen und Diakonissen

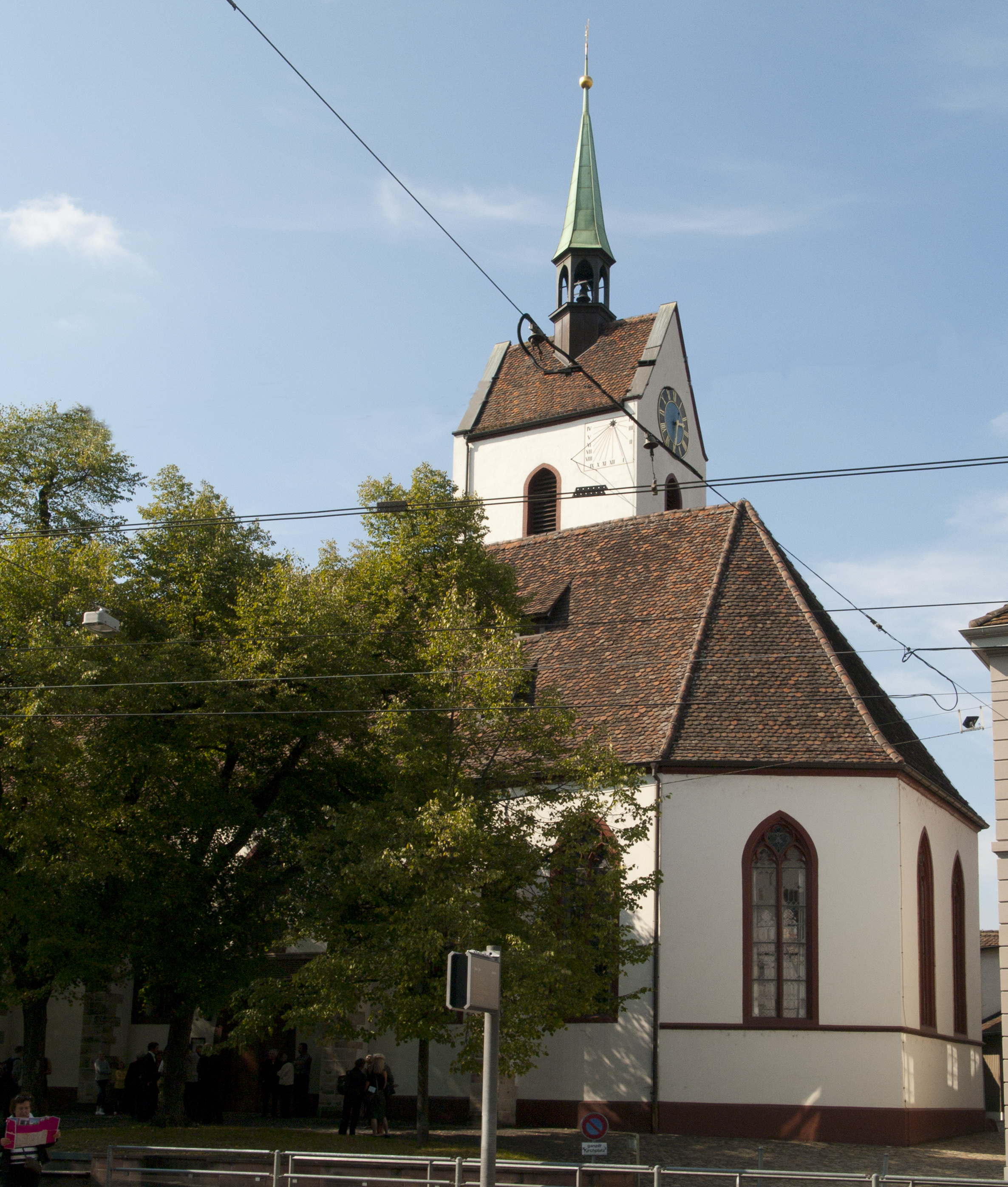
Dorfkirche

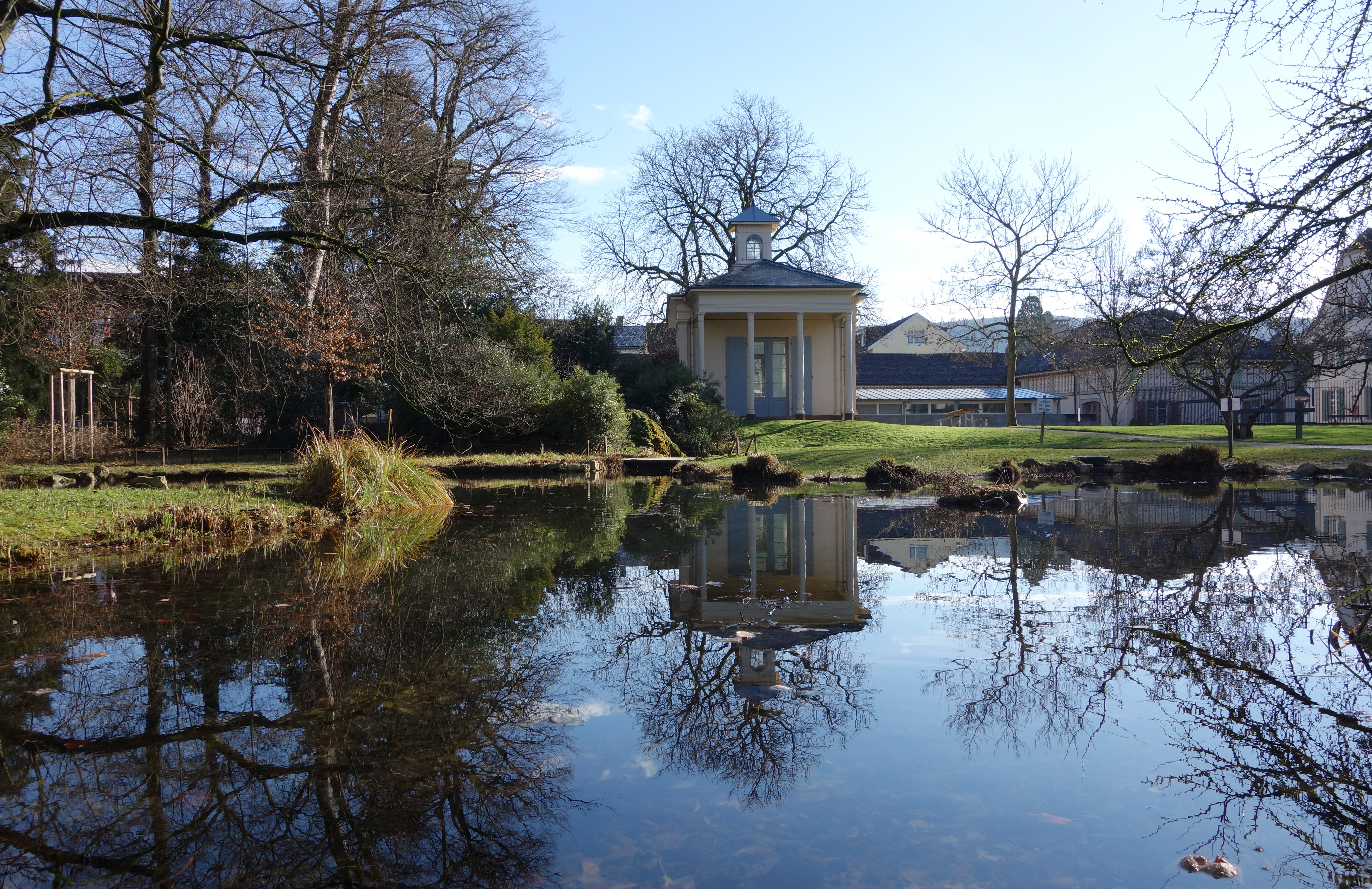
Sarasinpark, Weiher und Orangerie

Siehe auch Liste von Sakralbauten in Basel

### Dorfkirche
Hauptartikel Dorfkirche Riehen
Die reformierte Kirche St. Martin steht im historischen Zentrum Riehens und ist in ihrem spätgotischen Stil seit 1694 nur wenig verändert worden. Der Turm wurde 1395 erbaut und ist 41 Meter hoch.

### Kornfeldkirche
Die reformierte Kornfeldkirche wurde 1959–1964 nach Plänen des Architekten Werner Max Moser aus dem Architekturbüro Haefeli Moser Steiger in Zürich (eines der seinerzeit bedeutendsten Architekturbüros in der Schweiz) erbaut.

### Diakonissenhaus
Das Riehener Diakonissenhaus mit Spital wurde 1852 auf Initiative von Christian Friedrich Spittler nach dem Vorbild des Diakonissen-Mutterhauses Düsseldorf-Kaiserswerth in einem bereits aus dem Mittelalter stammenden und seither mehrfach um- und ausgebauten sowie umgenutzten ursprünglichen Küfer- und Weinhändlerhaus eingerichtet. Seit 1972 wurde das Spital von der Gemeinde Riehen betrieben; 2010 wurde es jedoch aufgrund zu hoher Kosten geschlossen und ein Gesundheitszentrum eingerichtet. Die Diakonissen von Riehen sind heute eine evangelische Kommunität, die sich an den Regeln des katholischen Benediktinerordens orientiert.

### St. Franziskus
Die St. Franziskus-Kirche ist die römisch-katholische Kirche für die Gemeinden Riehen und Bettingen.

## Parkanlagen und Wald
In Riehen gibt es einige sehr grosse, gut gepflegte Parkanlagen. Zu ihnen zählen der Wenkenhof, in dem sich auch eine Reithalle befindet, der Sarasinpark, der Park des Landgutes Bäumlihof (auch «Klein Riehen» genannt) und die Wettstein-Anlage.
Riehen ist von der Ostseite vom Bettinger Wald und von der Westseite von den Langen Erlen umgeben. Diese Grünzonen sind es auch, welche das Wohnen im Grünen ermöglichen, ohne dass auf die Vorteile der Stadt verzichtet werden muss. Am Rande dieser Grünzone liegt das 2014 eröffnete Naturbad Riehen.
Zu den Parkanlagen Riehens gehört auch der Friedhof am Hörnli als Zentralfriedhof des Kantons Basel-Stadt, der grösste Friedhof der Schweiz. Hier leben frei auch etwa 60 Rehe (2023), deren Zahl aber durch Verbringen in andere Waldgebiete verringert werden soll.

## Persönlichkeiten

### Söhne und Töchter der Gemeinde
- Wilhelm Legrand (1794–1874), evangelischer Geistlicher und Begründer der heutigen Protestantischen Solidarität Schweiz
- Johann Jakob Schäublin (1822–1901), Lehrer, Politiker und Liedersammler
- Trinette Bindschedler (1825–1879), Vorsteherin der Diakonissenanstalt in Riehen
- Jakob Vetter (1872–1918), Erweckungsprediger und Begründer der Deutschen Zeltmission, Initiant der Adullam-Stiftung
- Walter Courvoisier (1875–1931), Komponist
- Annemarie Weis (1877–1933), Lehrerin und Volkskundlerin
- Hans Martz (1888–1954), Arzt in Riehen
- Albert Scherrer (1908–1986), Automobilrennfahrer
- Gertrud Späth-Schweizer (1908–1990), erste Schweizerin, die in ein politisches Amt gewählt wurde
- Heiri Strub (1916–2014), Grafiker, Illustrator und kommunistischer Aktivist
- Heinrich Oswald (1917–2008), Unternehmensführer und Armeereformer
- Jakob Oeri-Hoffmann (1920–2006), Arzt, Politiker, Unternehmer und Mäzen
- Thomas Keller (1922–1995), Künstler
- Paul Ignaz Vogel (* 1939), Publizist
- Michael Raith (1944–2005), Politiker, Theologe, Historiker, Gemeindepräsident 1998–2005
- Rolf Zinkernagel (* 1944), Mediziner und experimenteller Immunologe, Nobelpreisträger für Medizin
- Michel Bergmann (1945–2025), schweizerisch-deutscher Regisseur, Filmproduzent, Journalist und Schriftsteller
- Peter Schmidlin (1947–2015), Jazzmusiker und -Produzent
- Hans-Rudolf Bachmann (* 1950), evangelisch-reformierter Pfarrer, gehört er zum Drittorden der Kommunität Diakonissenhaus Riehen
- Alain Claude Sulzer (* 1953), Schriftsteller
- Dominik Sackmann (* 1960), Musikwissenschaftler, -schriftsteller und Organist
- Fabian Link (* 1979), Historiker und Hochschullehrer

### Mit Riehen verbunden
- Johann Rudolf Wettstein (1594–1666), Diplomat und Bürgermeister von Basel, hatte Wohnsitz im Wettsteinhaus
- Leonhard Euler (1707–1783), Mathematiker, in Riehen aufgewachsen
- Alessandro Graf von Cagliostro (1743–1795), italienischer Alchemist und Hochstapler, der Cagliostro-Pavillon an der Aeusseren Baselstrasse 13 wurde nach ihm benannt
- Johann Lukas Legrand (1755–1836), Fabrikant und Politiker zur Zeit der Helvetischen Republik, war von 1792 bis 1798 Basler Landvogt in Riehen.
- Karl August Auberlen (1824–1864), deutscher lutherischer Theologe, auf dem Gottesacker in Riehen beerdigt.
- Ludwig Georg Courvoisier (1843–1918), Professor für Chirurgie, bis 1918 im Diakonissenspital Riehen tätig
- Paul Wilhelm Schmidt (1845–1917), deutscher Theologe, in Riehen verstorben
- Hans Sandreuter (1850–1901), Künstler, in Riehen verstorben
- Alfred Jaquet (1865–1937), Pharmakologe, in Riehen verstorben
- Fritz Binde (1867–1921), Prediger und Evangelist, lebte von 1914 bis zu seinem Tod in Riehen.
- Albert Oeri (1875–1950), Journalist und Politiker, wohnte und starb in Riehen.
- Henry William Hoek (1878–1951), deutscher Geologe, Bergsteiger, Skifahrer; wurde im Familiengrab im Friedhof am Hörnli beerdigt.
- Paul Mendelssohn Bartholdy (1879–1956), deutscher Chemiker und Industrieller, nach Emigration in Riehen verstorben
- Paul Basilius Barth (1881–1955), Kunstmaler, lebte ab 1936 zeitweise in Riehen, starb daselbst.
- Julius Ammann (1882–1962), Lehrer und Mundartschriftsteller, Lehrer an der Taubstummenanstalt Riehen
- Wilhelm Speyer (1887–1952), deutscher Schriftsteller, in Riehen verstorben.
- Gottlob Wieser (1888–1973), evangelischer Geistlicher, ist in Riehen verstorben.
- Adolf Busch (1891–1952), deutsch-schweizerischer Violinist und Komponist, wohnte 1932–1939 in Riehen
- John Friedrich Vuilleumier (1893–1976), Jurist und Schriftsteller, ist in Riehen verstorben.
- Valérie von Martens (1894–1986), Schauspielerin und Ehefrau von Curt Goetz, in Riehen verstorben
- Elisabeth Gerter (1895–1955), Schriftstellerin, in Riehen verstorben
- Charlotte von Kirschbaum (1899–1975), deutsche Theologin, in Riehen verstorben
- Hermann Kesten (1900–1996), deutscher Schriftsteller, verbrachte die letzten Jahre seines Lebens in Riehen.
- Walter Widmer (1903–1965), Gymnasiallehrer, Literaturkritiker und Übersetzer, Vater des Schriftstellers Urs Widmer, in Riehen verstorben
- Enrique Beck (1904–1974), deutsch-schweizerischer Lyriker und Übersetzer, verbrachte seine letzten Lebensjahre in Riehen.
- Rudolf Serkin (1903–1991), österreichischer Pianist, wohnte 1932–1939 in Riehen.
- Grazita Hettinger (1908–2000), Theater- und Filmschauspielerin, lebte bis zu ihrem Tod in Riehen.
- Elisabeth Kraushaar-Baldauf (1915–2002), Medizinerin und Schriftstellerin, in Riehen verstorben.
- Faustina Iselin (1915–2010), Malerin, Grafikerin, in Riehen aufgewachsen, erhielt den Kulturpreis von Riehen (1985)
- Emil Würmli (1920–2007), Komponist, Trompeter und Dirigent, lebte 55 Jahre in Riehen.
- Ernst Ludwig Ehrlich (1921–2007), deutsch-schweizerischer Judaist und Historiker, in Riehen verstorben
- Ernst Beyeler (1921–2010), Galerist und Kunstsammler, wohnte in Riehen, wo er auch starb; stiftete hier 1997 das Museum der Fondation Beyeler
- Jacques Wildberger (1922–2006), Komponist, in Riehen verstorben
- Samuel R. Külling (1924–2003), Theologe, Gründer und Rektor der Staatsunabhängigen Theologischen Hochschule (STH) in Riehen
- Iris Zschokke (* 1933), Physikerin, in Riehen aufgewachsen
- Lukrezia Seiler (1934–2013), Publizistin, Chefredaktorin beim Jahrbuch z’Rieche
- Lutz Jani (1935–2019), deutscher Orthopäde, im Gottesacker Riehen beerdigt
- Urs Widmer (1938–2014), Schriftsteller, in Riehen aufgewachsen
- Gabrielle Alioth (* 1955), Schriftstellerin, in Riehen aufgewachsen
- Beat Jans (* 1964), Politiker (SP), Bundesrat, in Riehen aufgewachsen
- Severin Schwan (* 1967), Pharmamanager, lebt in Riehen
- Daniel Buess (1976–2016), Schlagzeuger, in Riehen aufgewachsen
- Roger Federer (* 1981), Tennisspieler, teilweise in Riehen aufgewachsen. Seine Hochzeitsfeier fand in der Villa Wenkenhof statt.
- Peter Epting, Architekt und Sportfunktionär, lebt in Riehen